# Roudine
Roudine (Рудин) est un roman d'Ivan Tourgueniev écrit en 1855 dans son domaine de Spasskoïe-Loutovinovo et paru dans la revue Le Contemporain en 1856.
Roudine est un personnage emblématique de la littérature russe du XIXe siècle : un de ces « hommes de trop » — terme forgé par Tourgueniev — « qui désigne les idéalistes des années 40 et 50, désabusés, incapables d'agir par manque de volonté, ils vivent dans une société où ils se sentent de trop ». C'était une époque de vifs débats sur l'orientation de la Russie entre Orient et Occident. Après les idéalistes des années 1840 et 1850 viendront les matérialistes des années 1860 puis les activistes appelant à la révolution.

## Résumé
À la campagne, des hobereaux se réunissent chez une dame moscovite. Il y a là un frère et une sœur, plus quelques énergumènes un peu fantaisistes. Arrive le héros, Roudine, qui subjugue tout le monde, sauf un homme qui l’a très bien connu pendant leur jeunesse. Le héros tombe amoureux de la fille de son hôte au grand désespoir du frère de celle-ci. 
La jeune fille, qui est beaucoup moins sotte que l’on ne pense, est prête à le suivre par amour, mais il renonce. Est-ce par crainte de la mère de la jeune fille, de son manque de fortune, ou de la différence de classe sociale ?

## Éditions françaises
- Dimitri Roudine, traduit par Louis Viardot, en collaboration avec l'auteur, Paris, Hetzel, 1861
- Roudine, traduit par Françoise Flamant, dans Romans et nouvelles complets, Paris, Éditions Gallimard, « Bibliothèque de la Pléiade », 1981  (ISBN 978 2 07 010980 7)